# Aldeide ossidasi
La aldeide ossidasi è un enzima appartenente alla classe delle ossidoreduttasi, che catalizza la seguente reazione:
aldeide + H2O + O2 ⇄ acido carbossilico + H2O2
L'enzima è una flavoproteina e un molibdo-enzima, contiene un cofattore FAD un cofattore molibdeno e due centri ferro-zolfo . Ossida anche i derivati della chinolina e della piridina. Può essere identica alla retinale ossidasi (numero EC 1.2.3.11).